# Antonín Chráska
Antonín Chráska (tudi Anton Chraska), češki protestantski teolog, * 3. oktober 1868, Horní Radechová (blizu Náchoda), Češka, † 15. marec 1953, Nové Město nad Metují, Češka.
Antonín Chráska se je rodil v tkalski družini, pri 21 letih pa se je odločil za teološki študij. Leta 1897 se je poročil in se z ženo preselil v Ljubljano, kjer se je naučil slovenščine in začel z misijonarskim delom. Za Britansko in inozemsko svetopisemsko družbo je pripravil prevod Svetega pisma v slovenščino. Prevod zajema vse knjige stare in nove zaveze. Ne zajema pa tistih, ki jih protestanti štejejo za apokrife. Prevod je izšel leta 1914 in nosi naslov Sveto pismo Starega in Novega Zakona. To je druga in do sedaj zadnja protestantska izdaja celotnega Svetega pisma v slovenščini (prva je Dalmatinova Biblija).
Chráska je živel z družino v Ljubljani do leta 1922, potem pa se je vrnil v domovino.